# Lingüística teórica
La lingüística teórica es la parte de la lingüística interesada en los aspectos centrales de las lenguas naturales en concreto de la estructura de las lenguas y la caracterización del conocimiento lingüístico de los hablantes. Usualmente se ha considerado que la lingüística teórica está formada por la fonología, la morfología, la sintaxis y la semántica.
Otras ramas de la lingüística que usualmente no se consideran parte de la lingüística teórica son la fonética (que aunque relacionada con la fonología, no se refiere al conocimiento del hablante de los sonidos), la sociolingüística-etnolingüística que se refiere a los usos sociales del lenguaje y a como los factores sociales se reflejan en aspectos lingüísticos, y la psicolingüística. Tampoco la lingüística histórica que dio origen a la lingüística como ciencia, se considera hoy parte de la lingüística teórica. La lingüística teórica está mal relacionada con ofrecer una explicación de los universales lingüísticos y la estructura general de las lenguas humanas.
La lingüística teórica persigue la construcción de teorías y esquemas teóricos universales, potencialmente válidos para todas las lenguas del mundo, y no pretende explicar hechos particulares de una lengua concreta mediante reglas ad hoc. Además la lingüística teórica trata de juzgar los méritos de una determinada teoría sobre aspectos de generalidad, simplicidad y capacidad de conectar fenómenos, más que buscando criterios de simplicidad, aplicabilidad o comprensibilidad. Por esa razón, en lingüística teórica no se rehúye el uso de abstracciones teóricas y esquemas complejos si tienen virtudes explicativas. Por el contrario el enfoque de la gramática tradicional fue siempre el de construir reglas y guías prácticas que puedan ayudar en el estudio de una lengua concreta, sin hacer un abuso de abstracciones que no son necesarias para estudiar una lengua particular.
- Datos: Q351625
- Multimedia: Theories of language / Q351625